# Lista de prefeitos de Osasco
Esta é a lista de prefeitos e vice-prefeitos do município de Osasco, estado brasileiro de São Paulo.
O cargo de prefeito foi criado em 11 de abril de 1835, pela assembleia provincial paulista, em reação aos amplos poderes conferidos pelo Código de Processo Criminal de 1832 às câmaras municipais. Seguiram o exemplo paulista seis províncias do nordeste brasileiro (Alagoas, Ceará, Maranhão, Paraíba, Pernambuco e Sergipe).
Sob a vigente ordem constitucional, essa designação é dada ao funcionário público do Poder Executivo municipal, que exerce seu cargo em função de uma legislatura (mandato), sendo para tanto eleito a cada quatro anos, podendo ser reeleito por mais 4 anos (segundo mandato).
Funções
O poder executivo municipal chefia a administração e comanda os serviços públicos, tendo como comandante o prefeito.
A partir da constituição brasileira de 1934, o cargo de prefeito passou a ser o único, em todo o Brasil, ao qual estão atribuídas as funções de chefe do poder executivo do governo local, em simetria aos chefes dos executivos da União e do estado, portanto, em forma monocrática. Este texto quer dizer que deverá haver harmonia e integração de ação entre as esferas envolvidas sem a intervenção de uma na outra, exceto nos casos previstos na Constituição Federal.
Eleições
O prefeito é eleito por sufrágio universal, secreto, direto, em pleito simultâneo em todo o País, realizado a cada quatro anos, no primeiro domingo de outubro.
E trinta dias após tem lugar o segundo turno, se o eleito em primeiro lugar não atingir 50% dos votos válidos mais um voto, no caso de municípios com mais de duzentos mil eleitores.
Conforme a legislação eleitoral atual no Brasil para tornar-se elegível, exige-se uma série de requisitos;
- Possuir nacionalidade brasileira ou portuguesa (neste caso, o cidadão português deve se encontrar amparado pelo Estatuto de Igualdade entre Portugueses e Brasileiros),
- Título de eleitor em dia e estar em gozo pleno do exercício dos direitos políticos,
- Domicilio eleitoral na circunscrição na qual o candidato se apresenta,
- Filiação partidária,
- Ser alfabetizado (tópico invalidado pela atual constituição brasileira de 1988),
- Desincompatibilização de cargo público — Se ocupa um cargo público deve sair seis meses antes das eleições e voltar caso possa só após seis meses ao pleito eleitoral,
- Renúncia de outro mandado até seis meses antes do pleito e não ser parente afim ou consangüíneo, até segundo grau, ou cônjuge de titular de cargo eletivo; pode, entretanto, ser candidato à reeleição (artigo 14 da Constituição),
- Ter idade mínima de 21 anos.

| N° | Prefeito                | Foto                                | Partido                                      | Vice-prefeito (a)      | Foto                   | Partido                                         | Início do mandato                               | Fim do mandato          | Observações |
| -- | ----------------------- | ----------------------------------- | -------------------------------------------- | ---------------------- | ---------------------- | ----------------------------------------------- | ----------------------------------------------- | ----------------------- | --- |
| 1  | Hirant Sanazar          |                                     | Partido Trabalhista Nacional PTN             | Marino Pedro Nicoletti |                        | Partido Democrata Cristão PDC                   | 19 de fevereiro de 1962                         | 27 de junho de 1964     | Prefeito eleito tendo o mandato interrompido                                                                              |
| 2  | Marino Pedro Nicoletti  |                                     | Aliança Renovadora Nacional ARENA            | Cargo Vago             |                        |                                                 | 27 de junho de 1964                             | 1965                    | Prefeito interino |
| 3  | Hirant Sanazar          |                                     | Aliança Renovadora Nacional ARENA            | Marino Pedro Nicoletti |                        | Partido Democrata Cristão PDC                   | 1965                                            | 1965                    | Prefeito retorna a seu cargo                                                                                              |
| 4  | Marino Pedro Nicoletti  |                                     | Aliança Renovadora Nacional ARENA            | Cargo Vago             |                        | -                                               | 1965                                            | 31 de dezembro de 1966  | Interventor estadual |
| 5  | Guaçu Piteri            |                                     | Movimento Democrático Brasileiro MDB         | Guido Collino          |                        |                                                 | 1º de janeiro de 1967                           | 31 de janeiro de 1970   | Prefeito e vice eleitos em sufrágio universal                                                                             |
| 6  | José Liberatti          |                                     | Movimento Democrático Brasileiro MDB         | Guido Collino          |                        |                                                 | 1º de fevereiro de 1970                         | 31 de janeiro de 1973   | Prefeito e vice eleitos em sufrágio universal                                                                             |
| 7  | Francisco Rossi         |                                     | Aliança Renovadora Nacional ARENA            | Vivaldo Simões         |                        |                                                 | 1º de fevereiro de 1973                         | 31 de janeiro de 1977   | Prefeito e vice eleitos em sufrágio universal                                                                             |
| 8  | Guaçu Piteri            |                                     | Movimento Democrático Brasileiro MDB         | João Gilberto Port     |                        |                                                 | 1º de fevereiro de 1977                         | 15 de junho de 1982     | Prefeito e vice eleitos em sufrágio universal que renunciaram aos mandatos                                                |
| 9  | Primo Broseghini        |                                     | Movimento Democrático Brasileiro PMDB        | Cargo Vago             |                        | -                                               | 16 de junho de 1982                             | 31 de janeiro de 1983   | Presidente da Câmara Municipal                                                                                            |
| 10 | Humberto Parro          |                                     | Movimento Democrático Brasileiro PMDB        | Aylton Muniz Menezes   |                        |                                                 | 1º de fevereiro de 1983                         | 31 de dezembro de 1988  | Prefeito e vice eleitos em sufrágio universal                                                                             |
| 11 | Francisco Rossi         |                                     | Partido Trabalhista Brasileiro PTB           | Antônio Toschi         |                        |                                                 | 1º de janeiro de 1989                           | 31 de dezembro de 1992  | Prefeito e vice eleitos em sufrágio universal                                                                             |
| 12 | Celso Giglio            |                                     | Partido Trabalhista Brasileiro PTB           | Jair Assaf             |                        |                                                 | 1º de janeiro de 1993                           | 31 de dezembro de 1996  | Prefeito e vice eleitos em sufrágio universal                                                                             |
| 13 | Silas Bortolosso        |                                     | Partido Trabalhista Brasileiro PTB           | Carlos José Gaspar     |                        |                                                 | 1º de janeiro de 1997                           | 31 de dezembro de 2000  | Prefeito e vice eleitos em sufrágio universal                                                                             |
| 14 | Celso Giglio            |                                     | Partido da Social Democracia Brasileira PSDB | Alberto Melli          |                        | Partido Trabalhista Brasileiro PTB              | 1º de janeiro de 2001                           | 31 de dezembro de 2004  | Prefeito e vice eleitos em sufrágio universal                                                                             |
| 15 | Emídio Pereira de Souza |                                     | Partido dos Trabalhadores PT                 | Faisal Cury            |                        | Partido Trabalhista Brasileiro PTB              | 1º de janeiro de 2005                           | 31 de dezembro de 2008  | Prefeito e vice eleitos em sufrágio universal                                                                             |
| 15 | Emídio Pereira de Souza | 1º de janeiro de 2009               | Partido dos Trabalhadores PT                 | Faisal Cury            | 31 de dezembro de 2012 | Partido Trabalhista Brasileiro PTB              | Prefeito e vice reeleitos em sufrágio universal |                         | |
| 16 | Jorge Lapas             |                                     | Partido dos Trabalhadores PT                 | Valmir Prascidelli     |                        | Partido dos Trabalhadores PT                    | 1º de janeiro de 2013                           | 1° de fevereiro de 2015 | Prefeito e vice eleitos em sufrágio universal, vice-prefeito renunciou ao cargo para assumir mandato de deputado federal. |
| 16 | Jorge Lapas             | Partido Democrático Trabalhista PDT | Cargo Vago                                   |                        | -                      | 1° de fevereiro de 2015                         | 1° de dezembro de 2016                          |                         | Prefeito e vice eleitos em sufrágio universal, vice-prefeito renunciou ao cargo para assumir mandato de deputado federal. |
| 17 | Rogério Lins            |                                     | Partido Trabalhista Nacional PTN             | Ana Rossi              |                        | Partido da República PR                         | 1º de janeiro de 2017                           | 31 de dezembro de 2020  | Prefeito e vice eleitos em sufrágio universal                                                                             |
| 17 | Rogério Lins            | Podemos PODE                        |                                              | Ana Rossi              |                        | Partido da República PR                         | 1º de janeiro de 2017                           | 31 de dezembro de 2020  | Prefeito e vice eleitos em sufrágio universal                                                                             |
| 17 | Rogério Lins            | Partido Liberal PL                  | 1° de janeiro de 2021                        | Ana Rossi              | 31 de dezembro de 2024 | Prefeito e vice reeleitos em sufrágio universal |                                                 |                         | |
| 18 | Gerson Pessoa           |                                     | Podemos PODE                                 | Lau Alencar            |                        | Partido Social Democrático PSD                  | 1° de janeiro de 2025                           | atualidade              | Prefeito e vice eleitos em sufrágio universal                                                                             |